# Jérez del Marquesado
Jérez del Marquesado és una població de la província de Granada. El seu nucli urbà alberga un important conjunt de cases morisques, molins i les restes de dues fortificacions medievals, així com una de les esglésies mudèjars d'obligada visita en la comarca. És la població més important del Marquesat del Zenete